# Slittino ai XXIV Giochi olimpici invernali - Singolo maschile
La gara del singolo maschile di slittino dei XXIV Giochi olimpici invernali di Pechino si disputò nelle giornate del 5 e 6 febbraio 2022 sul tracciato del National Sliding Centre, situato nella Contea di Yanqing, uno dei distretti della città di Pechino.
Il tedesco Johannes Ludwig conquistò la medaglia d'oro, mentre quelle d'argento e di bronzo andarono rispettivamente all'austriaco Wolfgang Kindl ed all'italiano Dominik Fischnaller.

## Resoconto
A seguito di quanto previsto dal regolamento di qualificazione, presero parte alla competizione 35 atleti e ogni comitato nazionale poté schierare fino ad un massimo di tre partecipanti, sulla base della classifica di Coppa del Mondo 2021/22 tenendo in considerazione i migliori quattro risultati ottenuti nei primi sette appuntamenti del circuito internazionale, e non conteggiando a questo fine le gare sprint. Presenti al via, tra gli altri concorrenti, l'austriaco David Gleirscher, campione olimpico uscente, nonché gli altri due atleti a podio in quell'edizione di Pyeongchang 2018, nell'ordine lo statunitense Christopher Mazdzer ed il tedesco Johannes Ludwig, che aveva anche trionfato nell'ultima edizione di Coppa del Mondo; in gara ci fu anche il russo Roman Repilov, detentore del titolo iridato vinto a Schönau am Königssee 2021; l'italiano Kevin Fischnaller, risultato positivo al COVID-19 in un test effettuato il venerdì antecedente la competizione, a causa dei protocolli previsti per il contenimento del virus venne allontanato dal villaggio olimpico e costretto ad un periodo di quarantena che lo estromise suo malgrado dalla prova.
La somma dei tempi ottenuti nelle quattro manche -nell'ultima poterono prendere il via solo i primi venti classificati dopo le prime tre discese- assegnò la medaglia d'oro ed il titolo olimpico al tedesco Johannes Ludwig, che sopravanzò sul podio l'austriaco Wolfgang Kindl e l'italiano Dominik Fischnaller. Già dalla prima discesa il duello per la vittoria sembrò circoscritto ai soli Ludwig e Kindl, con il tedesco che fece subito segnare il nuovo record del tracciato di oltre due decimi rispetto al suo precedente primato, che distanziarono i più immediati inseguitori di ben due decimi e mezzo; al contrario la lotta per la medaglia di bronzo vide Dominik Fischnaller, il lettone Kristers Aparjods, l'altro teutonico Felix Loch e David Gleirscher tutti racchiusi in meno di cinquanta centesimi di distacco. Nella successiva manche il miglior tempo fu fatto segnare da Kindl, ma sostanzialmente i valori in campo rimasero quasi immutati, ad eccezione di Gleirscher che si eliminò dalla corsa al podio incappando in un errore; nella terza prova Ludwig ritoccò nuovamente il primato della pista allungando a più di un decimo il suo vantaggio sull'austriaco, e fece suo anche il quarto ed ultimo parziale, davanti ancora a Kindl e Fischnaller, che staccò definitivamente gli altri inseguitori per la lotta al podio; nella somma dei tempi loro due furono gli unici a rimanere entro il secondo di distacco dal vincitore.
Questo fu il sesto successo nella specialità da parte di un atleta tedesco a partire dall'edizione di Albertville 1992, vale a dire dalla riunificazione della Germania, successivamente ai tre ottenuti da Georg Hackl ed ai due di Felix Loch; grazie a questa vittoria Ludwig ottenne il suo secondo oro olimpico dopo quello conquistato nella gara a squadre a Pyeongchang 2018.

## Risultati
| Pos. | Atleta               | Nazione              | 1ª manche | 2ª manche | 3ª manche | 4ª manche | Totale   | Distacco |
| ---- | -------------------- | -------------------- | --------- | --------- | --------- | --------- | -------- | -------- |
|      | Johannes Ludwig      | Germania             | 57"063    | 57"438    | 57"043    | 57"191    | 3'48"735 |          |
|      | Wolfgang Kindl       | Austria              | 57"110    | 57"430    | 57"117    | 57"238    | 3'48"895 | +0"160   |
|      | Dominik Fischnaller  | Italia               | 57"361    | 57"444    | 57"461    | 57"420    | 3'49"686 | +0"951   |
| 4    | Felix Loch           | Germania             | 57"383    | 57"500    | 57"510    | 57"485    | 3'49"878 | +1"143   |
| 5    | Kristers Aparjods    | Lettonia             | 57"364    | 57"597    | 57"399    | 57"693    | 3'50"053 | +1"318   |
| 6    | Max Langenhan        | Germania             | 57"606    | 57"536    | 57"521    | 57"429    | 3'50"092 | +1"357   |
| 7    | Gints Bērziņš        | Lettonia             | 57"414    | 57"709    | 57"480    | 57"570    | 3'50"173 | +1"438   |
| 8    | Christopher Mazdzer  | Stati Uniti          | 57"780    | 58"039    | 57"779    | 57"779    | 3'51"377 | +2"642   |
| 9    | Roman Repilov        | ROC                  | 57"594    | 58"679    | 57"714    | 57"647    | 3'51"634 | +2"899   |
| 10   | Semën Pavličenko     | ROC                  | 57"786    | 58"115    | 57"955    | 57"793    | 3'51"649 | +2"914   |
| 11   | Leon Felderer        | Italia               | 57"814    | 58"211    | 57"855    | 57"960    | 3'51"840 | +3"105   |
| 12   | Nico Gleirscher      | Austria              | 59"110    | 58"351    | 57"370    | 57"452    | 3'52"283 | +3"548   |
| 13   | Tucker West          | Stati Uniti          | 58"079    | 57"831    | 58"534    | 57"916    | 3'52"360 | +3"625   |
| 14   | Aleksandr Gorbacevič | ROC                  | 58"139    | 58"339    | 58"080    | 58"043    | 3'52"601 | +3"866   |
| 15   | David Gleirscher     | Austria              | 57"407    | 58"240    | 58"908    | 58"617    | 3'53"172 | +4"437   |
| 16   | Alexander Ferlazzo   | Australia            | 58"216    | 58"994    | 58"122    | 57"887    | 3'53"219 | +4"484   |
| 17   | Reid Watts           | Canada               | 58"049    | 59"071    | 58"108    | 58"065    | 3'53"293 | +4"558   |
| 18   | Artūrs Dārznieks     | Lettonia             | 58"166    | 59"370    | 57"932    | 58"241    | 3'53"709 | +4"974   |
| 19   | Jonathan Gustafson   | Stati Uniti          | 57"845    | 59"330    | 58"496    | 58"275    | 3'53"946 | +5"211   |
| 20   | Svante Kohala        | Svezia               | 58"517    | 58"779    | 58"368    | 58"333    | 3'53"997 | +5"262   |
| 21   | Jozef Ninis          | Slovacchia           | 58"205    | 58"764    | 58"856    | NQ        | –        | –        |
| 22   | Anton Dukač          | Ucraina              | 58"873    | 58"726    | 58"408    | NQ        | –        | –        |
| 23   | Rupert Staudinger    | Gran Bretagna        | 58"731    | 58"960    | 58"622    | NQ        | –        | –        |
| 24   | Fan Duoyao           | Cina                 | 58"848    | 58"883    | 58"895    | NQ        | –        | –        |
| 25   | Mateusz Sochowicz    | Polonia              | 58"863    | 59"196    | 58"867    | NQ        | –        | –        |
| 26   | Marián Skupek        | Slovacchia           | 58"956    | 58"976    | 59"051    | NQ        | –        | –        |
| 27   | Andrij Mandzij       | Ucraina              | 1'01"082  | 58"706    | 58"346    | NQ        | –        | –        |
| 28   | Pavel Angelov        | Bulgaria             | 59"555    | 59"753    | 59"545    | NQ        | –        | –        |
| 29   | Valentin Crețu       | Romania              | 58"349    | 58"362    | 1'02"223  | NQ        | –        | –        |
| 30   | Michael Lejsek       | Rep. Ceca            | 59"542    | 59"945    | 1'00"080  | NQ        | –        | –        |
| 31   | Saba Kumarit'ashvili | Georgia              | 1'00"211  | 1'00"146  | 1'00"036  | NQ        | –        | –        |
| 32   | Seiya Kobayashi      | Giappone             | 1'00"856  | 1'00"919  | 59"859    | NQ        | –        | –        |
| 33   | Lim Nam-kyu          | Corea del Sud        | 1'02"438  | 59"794    | 59"538    | NQ        | –        | –        |
| 34   | Mirza Nikolajev      | Bosnia ed Erzegovina | 1'01"667  | 1'02"507  | 1'01"175  | NQ        | –        | –        |
| dns  | Kevin Fischnaller    | Italia               | dns       | –         | –         | –         | –        | –        |

Data: sabato 5 febbraio 2022

Ora locale 1ª manche: 19:10 (UTC+8)

Ora locale 2ª manche: 20:50 (UTC+8)

Data: domenica 6 febbraio 2022

Ora locale 3ª manche: 19:30 (UTC+8)

Ora locale 4ª manche: 21:15 (UTC+8)

Pista: National Sliding Centre

Lunghezza: 1 583 m.

Curve: 16 

Partenza: 1 017 m. s.l.m.

Arrivo: 896 m. s.l.m.

Dislivello: 121 m.

Legenda:
- NQ = non qualificato per la 4ª manche
- DNS = non partito (did not start)
- DNF = gara non completata (did not finish)
- DSQ = squalificato (disqualified)
- Pos. = posizione